# Петріміаса
Петріміаса (Петриминяска) — річка  в Україні (Чернівецька область, Глибоцькому районі) та Румунії. Ліва притока Сучави (басейн Дунаю).

## Опис
Довжина річки приблизно 7 км. Формується з багатьох безіменних струмків та струмка Пунтяска.  

## Розташування
Бере  початок на північному заході від гори Аршиця. Тече переважно на південний схід через українсько-румунський кордон  та комуну Фретеуцій-Ной і впадає у річку Сучаву, праву притоку Серету.